# Idalys Ortíz
Idalys Ortíz (ur. 27 września 1989 r. w Pinar del Río) – kubańska judoczka, złota medalistka igrzysk olimpijskich, dwukrotna mistrzyni świata, trzykrotna złota medalistka igrzysk panamerykańskich. Startowała w Pucharze Świata w latach 2006, 2008–2010, 2012 i 2016.

## Igrzyska olimpijskie
W 2008 roku wzięła udział na igrzyskach olimpijskich w Pekinie w kategorii powyżej 78 kg. W półfinale przegrała z Chinką Tong Wen, a w pojedynku o trzecie miejsce wygrała przez ippon z Mongołką Dorżgotowyn Cerenchand, zdobywając brązowy medal.
Cztery lata później w Londynie zdobyła złoty medal, pokonując po złotym punkcie w finale Japonkę Mikę Sugimoto. Wcześniej w półfinale wygrała z Tong Wen. 
Na igrzyskach olimpijskich w 2016 roku w Rio de Janeiro wygrała w półfinale z Kanae Yamabe z Japonii, zaś 
później przegrała przez ippon finałowy pojedynek z Francuzką Émilie Andéol.
| Runda       | Przeciwniczka           | Wynik       | Osiągnięcie |
| ----------- | ----------------------- | ----------- | ----------- |
| 1. runda    | Wolny los               | Wolny los   | brąz        |
| 2. runda    | Samah Ramadan           | W 0110–0000 | brąz        |
| Ćwierćfinał | Janelle Shepherd        | W 1000–0000 | brąz        |
| Półfinał    | Tong Wen                | P 0000–0010 | brąz        |
| Finał       | Dordżgotowyn Cerenchand | W 1000–000  | brąz        |

| Runda       | Przeciwniczka      | Wynik       | Osiągnięcie |
| ----------- | ------------------ | ----------- | ----------- |
| 1. runda    | Wolny los          | Wolny los   | złoto       |
| 2. runda    | Adysângela Moniz   | W 1030–0002 | złoto       |
| Ćwierćfinał | Jelena Iwaszczenko | W 0011–0002 | złoto       |
| Półfinał    | Tong Wen           | W 0010–0001 | złoto       |
| Finał       | Mika Sugimoto      | W 0000–0001 | złoto       |

| Runda       | Przeciwniczka      | Wynik     | Osiągnięcie |
| ----------- | ------------------ | --------- | ----------- |
| 1. runda    | Wolny los          | Wolny los | srebro      |
| 2. runda    | Ksienija Czibisowa | W 100–000 | srebro      |
| Ćwierćfinał | Kim Min-jeong      | W 101–000 | srebro      |
| Półfinał    | Kanae Yamabe       | W 001–000 | srebro      |
| Finał       | Émilie Andéol      | P 000–100 | srebro      |